# Barbara Janiszewska
Barbara Janiszewska-Sobotta, nata Lerczak (Poznań, 4 dicembre 1936 – Cracovia, 20 novembre 2000), è stata una velocista polacca, campionessa europea dei 200 metri piani a Stoccolma 1958.

## Biografia
Il suo grande debutto avvenne agli Europei del 1958 a Stoccolma a 22 anni. In questa edizione riuscì ad imporsi nei 200 metri piani, mentre nella staffetta 4×100 metri (con le compagne di squadra Maria Chojnacka, Celina Jesionowska e Maria Bibro) riuscì a piazzarsi solamente al terzo posto.
Ai Giochi olimpici del 1960 a Roma vinse il bronzo nella staffetta 4×100 metri, (con Teresa Ciepły, Celina Jesionowska e Halina Richter).
Nel 1962 agli Europei di Belgrado, riesce a conquistare il suo primo titolo nella staffetta 4×100 metri, ma non riconferma l'oro della precedente edizione nei 200 metri, classificandosi terza.
È stata sposata con il saltatore in alto Piotr Sobotta.

## Palmarès
| Anno | Manifestazione  | Sede      | Evento      | Risultato        | Prestazione | Note           |
| ---- | --------------- | --------- | ----------- | ---------------- | ----------- | -------------- |
| 1956 | Giochi olimpici | Melbourne | 100 metri   | batteria         | 12"2        |                |
| 1956 | Giochi olimpici | Melbourne | 200 metri   | semifinale       | 25"2        |                |
| 1956 | Giochi olimpici | Melbourne | 4×100 metri | batteria         | 46"5        |                |
| 1958 | Europei         | Stoccolma | 200 metri   | Oro              | 24"1        |                |
| 1958 | Europei         | Stoccolma | 4×100 metri | Bronzo           | 46"0        |                |
| 1960 | Giochi olimpici | Roma      | 200 metri   | 5ª               | 24"8        |                |
| 1960 | Giochi olimpici | Roma      | 4×100 metri | Bronzo           | 45"0        |                |
| 1962 | Europei         | Belgrado  | 200 metri   | Bronzo           | 23"9        |                |
| 1962 | Europei         | Belgrado  | 4×100 metri | Oro              | 44"5        | Record europeo |
| 1964 | Giochi olimpici | Tokyo     | 100 metri   | quarti di finale | 11"8        |                |
| 1964 | Giochi olimpici | Tokyo     | 200 metri   | 6ª               | 23"9        |                |